# 李若谷 (北宋)
李若谷（?—?），字子渊，徐州丰县（今江苏省丰县）人，宋朝官员。宋仁宗年间为参知政事。
宋真宗时，李若谷举进士，补长社县尉。历任度支员外郎、权三司户部判官、知陕州。担任京东路（治所在今河南省商丘市南）转运使时，留意民政，使民方便。天圣元年（1023年），判三司户部勾院。出使契丹，出知荆南（治所在今湖北省荆州市），执法不避贵族。贵族恃荫犯法，他以杖责打。转任太常少卿、集贤殿修撰、知滑州，筑堤护河，被百姓称颂。以右谏议大夫知延州，作官仓。转任给事中、知寿州。知江宁府。进位龙图阁直学士、知河南府。转任枢密直学士、知并州，民贫没有结婚的人，他用私钱助其嫁娶。宝元元年（1038年）拜参知政事，因为耳病，上表辞职。康定元年（1040年）罢职为资政殿大学士、吏部侍郎、提举会灵观事。康定二年（1041年），以太子少傅致仕。卒年八十岁，追赠太子太傅，谥号康靖。

## 延伸阅读
[在维基数据编辑]
 《宋史·卷291》，出自脱脱《宋史》